# محفزات أنابيب الكربون النانوية
الخصائص الكهربائية والميكانيكية لأنابيب الكربون النانوية جعلت منها بدائل عن المحفزات الكهربائية التقليدية في التطبيقات المجهرية 

فأنابيب الكربون النانوية موصلة جيدة للحرارة والكهرباء، وهي أيضا قوية ومرنة في اتجاهات محددة وهذه الخصائص صعب الحصول عليها في نفس المادة
 غير النانوية وهي ضرورية جدا للمحفزات عالية الأداء. 

المحفزات الحالية لأنابيب النانو متعددة الجدران وحزمها تستخدم على نطاق واسع في التطبيقات الماكروسكوبية وذلك لسهولة التعامل معها وكذلك لمتانتها حيث انها شكلت حلا وفرقا بين الشرائح السميكة والرقيقة.

## التطبيقات المجهرية
ملقط الكربون النانوي

يستخدم لترسيب حزم أنابيب الكربون النانوية متعددة الجدران على الأقطاب الكهربائية الموضوعة على ماصة زجاجية عازلة ويمكن معالجتها ميكانيكيا بواسطة الكهرباء

ويستخدم للملاقط حزم نانوية في نطاق 50 نانومتر و2 مايكرومتر فعند تطبيق مجال كهربائي تنجذب حزمتين متقاربتين من الحزم باتجاه بعض
 مفاتيح أنابيب النانو وذاكرة الوصول العشوائية

استخدم الباحثون في جامعة هارفرد مبدأ التجاذب الكهربي لتصميم مفاتيح غلق/فتح لذاكرة الوصول العشوائية وكانت الحزم المستخدمة في حدود 50 نانومتر تقريبا لتحفيز مفهوم الأدلة 
فوضعوا مجموعة واحدة من الحزم في المقدمة ومجموعة أخرى كامنة في الفجوة الهوائية في المنتصف.

ومتى ماطبق مجال كهربي تنجذب الأنابيب لبعضها فتنتغير المقاومة الكهربية (للمقاومة مستويين هما مستوى الفتح ومستوى الغلق).
 
تمكن الباحثون من الحصول على أكثر من 10 فترات زمنية مختلفة بين المستويين.

ومن الممكن استخدام هذه الفكرة كصفوف حزم لمفاتيح النانو وبيانات ذاكرة الوصول العشوائية، إذاأمكن تطبيقها على صفوف أنابيب الكربون وحيدة الجدار التي قطرها حوالي 1 نانومتر وطولها 100مايكرومتر 

التحدي الحالي لهذا التصميم هو التحكم صفوف أنابيب النانو على المادة.

## تطبيقات عيانيه
أقطاب صفائح أنابيب النانو المحفزة

تستخدم كوسط إلكتروليتي عالي السعة ويمكن شحن الصفائح بالكهرباء لتشكيل طبقة مزدوجة من المحلول الالكتروليتي دون الحاجة لوجود الأيونات 

تعمل صفائح أنابيب النانو كمادة محفزة كماتحفزالشوائب البوليمرية المادة الصلبة وتحد من التغيرات الهيكلية ودورة الحياة وكفاءة تحويل الطاقة 
من ناحية أخرى المواد الفيروكهربية والمواد النشطة كهربائيا هي أيضا مفيدة للتحويل المباشر للطاقة ولكن تحتاج جهد تشغيل عالي ومحيط ذو درجة حرارة ثابتة 

محفزات الصفائح تعمل عند فولتية منخفضة (~1فولت أو أقل) وتوفر كفاءة عالية في كل دورة.

في وقت لاحق لاحظ Baughmanواخرون٬ أن استجابة المحفزات تكون أعلى مايمكن عند 1كيلو هيرتز ودورتها تقل خطيا ثابتة (عند1هيرتز لكل 140000دورة) بنسبة 33%٬ وتم قياس 0.75%ميغاباسكال من الإجهاد على صفائح النانو وهو أكبر بكثير من الضغط الأقصى الذي يمكن لعضلات الإنسان تحملها 

ويمكن تحسين سلالة المحفزات للصفائح بنسبة 7% في 1ميغا لصفيحة صلبة منحلة كهربائيا في وسط خامل عند درجة حرارة 1100Oم وبالتالي فإن القدرة الكهروكيميائية أقل من 0,1%(~1فولت أوأقل)

وبتطبيق فرق جهد منخفض تحفز أنابيب الكربون النانوية بنسبة أكبرمن تحفيز الخزفيات الفيروكهربية بنسبة (~0.1%)
وعند تطبيق (~0,4فولت) تحفز البوليمرات الموصلة الشرائح الرقيقة بنسبة 3%والسميكة بنسبة 20%
ويرتفع معامل العزل الخطي للمطاط بنسبة 215% تحت جهد كبير (1كيلو فولت).

سبينكس واخرون لاحظوا الأثر الهوائي للصفائح في المحلول الإلكتروليتي واحتمال الارتفاع الكهروكيميائي (15فولت) ممايسبب توليد غازات في المحلول، تؤدي الغازات المتحررة إلى ارتفاع التحفيزالصفائح خطيا وزيادة سمك الصفائح بنسبة 300%وتكون وتحور الصفائح إلى عقد بنسبة 3%

## العضلات الصناعية والنبضة العملاقة باستخدام ايروجيل صفائح لأنابيب الكربون النانوية متعددة الجدران
يمكن إنتاج إيروجيل صفائح لأنابيب الكربون النانوية متعددة الجدران 
بالترسيب البخاري الكيميائي(ترسيب كيميائي للبخار) لصفائح ا لأنابيب الكربون النانوية متعددة الجدران 

قام الباحثون بالبحث عن طريقه لإرفاق شريط لاصق على جوانب الأنابيب وسحب الشريط بسرعه ثابته وبمعدل7متر /دقيقه للحصول على 1-3مايكرو جرام /سم 2وسمك 20مايكرو متر، عند إتزان الماء المتكثف ينخفض السمك 50 نانو متر وبتالي ينخفض الحجم، تتمددصفائح الإيرو جيل بمقدار 3مرات بينما تبقى معايير المطاط منخفضه كما هي

ثقل صفائح الإيرو جيل لأنابيب الكربون النانوية متعددة الجدران دفع الباحثون للتلاعب في توليد النبضات المرتفعه 180%وملاحظه تأخر النبضة المرتفعة بمقدار5ميللي ثانيه لذا من الأفضل تقليل تحفيز العضلات البشرية ويجب ملاحظه ان معدل التحفيز أقل بكثير عنداستخدام العضلات الصناعية في الروبورت (الإنسان الالي)

وعلاوة على ذلك فإن أنابيب الكربون النانوية تستخدم على شكل لبنات في بناء العضلات الصناعية مما يؤدي إلى تقويتها وزياده متانتها فتكون العضلات الصناعية أقوى من الصلب في اتجاه وأكثر مرونه من المطاط في عده اتجاهات 
نقص المحلول الإلكتروليتي ودرجه الحرارة ومتانة صفائح الإيرو جيل في الوسط الخامل يعمل علي رفع درجه حراره النظام ونقص الاثر الخطي بـ 50%عندوصول درجه حراره الغرفة إلى 1344oم

هذا التصميم للعضلات الصناعية مفيد للغايه في التطبيقات الصناعية. 

## التحديات والتطبيقات المستقبلية
نتيجة لذلك فإن أنابيب الكربون النانويه جيده للعديد من التطبيقات 

نجاح الحقل الفرعي لمحفزات أنابيب الكربون النانوية وقدرتة لإيجاد تطبيقات صغيرة مشلبهة للتطبيقات التقليدية تماماوبنفس الأداء.

أقطاب صفائح أنابيب الكربون النانوية تستخدم في أقطاب المحلول الالكتروليتي تحت جهد منخفض وعند درجة حرارة الغرفة عند معدلات مماثلة لتحفيز البوليمرات الموصلة لكن بزيادة كثافة الشغل لكل دورة.

من ناحيه أخرى صفائح الايرو جلي النانوية تتيح إمكانيه توليد نبضات مرتفعه لمعامل العزل المطاطي عنددرجه حراره الغرفة وتسمح لنطاقات عديده من درجات الحرارة ونسب تحفيز مرتفعه أفضل من نسب تحفيز عضلات الإنسان.